# Alexander Schwolow
Alexander Schwolow, född 2 juni 1992, är en tysk fotbollsmålvakt som spelar för Union Berlin.

## Karriär
Den 30 augusti 2019 förlängde Schwolow sitt kontrakt i SC Freiburg. Den 4 augusti 2020 värvades Schwolow av Hertha Berlin, där han skrev på ett långtidskontrakt. Den 15 juni 2022 lånades Schwolow ut till Schalke 04 på ett säsongslån.
Den 26 juli 2023 värvades Schwolow av Union Berlin.